# Mnium tezukae
Mnium tezukae là một loài Rêu trong họ Mniaceae. Loài này được Sakurai mô tả khoa học đầu tiên năm 1954.